# 理查德·塞拉
理查德·塞拉（英語：Richard Serra；1938年11月2日—2024年3月26日），美國極簡主義雕塑家和錄影藝術家，以用金屬板組合而成的大型作品聞名。塞拉同時也參與了「Process Art」運動。

## 經歷與教育
塞拉出生於美國加州舊金山，他曾於1957至1961年間先後在柏克萊加州大學和聖塔芭芭拉加州大學主修英語文學。之後於1961至1964年間他在耶魯大學研讀美術。當定居於美國西岸時，塞拉在煉鋼廠工作以賺取生活費，這個經驗也深深影響了他之後的作品。
塞拉的弟弟是舊金山知名的律師東尼·塞拉。塞拉目前居住在紐約外圍和加拿大新斯科細亞。
在2008年6月，維廉大學授與塞拉美術博士的榮譽學位。

## 雕塑作品
塞拉早期的作品相當抽象，主要是將融化的鉛以極大的力量潑灑到工作室或展覽空間的牆壁上。然而，較著名的作品還是塞拉的極簡主義大型裝置作品，使用金屬捲筒或鈑金（耐候钢）。在這些作品中，大部份的裝置是能夠自行支撐站立，並特別強調素材本身的重量和質感。他的室外鋼鐵雕塑作品經過事前的氧化處理，但在8至10年後鋼鐵生鏽所產生的色澤會成為穩定的單一顏色。塞拉經常為特定場所建造專屬的裝置作品，並與觀者之間有強烈的尺寸對比。
塞拉是斯蒂夫·萊奇作品「Pendulum Music」在1969年5月27日首演的四位表演者之一，這場活動於紐約惠特尼美術館舉行。其他的表演者包括麥可·史諾（Michael Snow）、詹姆士·坦尼（James Tenney）和布魯斯·納曼（Bruce Nauman）。
在1981年，塞拉發表了裝置作品 Tilted Arc，是一個3.5公尺高、擁有柔和彎曲線條的弧形，以生鏽的柔軟鋼鐵作為素材，坐落於紐約市的聯邦廣場（Federal Plaza）。從作品揭幕的第一天開始就傳出了爭議，大部份是來自於在廣場周圍大樓中上班的群眾，他們抱怨這座大型的鋼鐵牆壁阻擋了穿越廣場的通路。一場在1985年舉行的聽證會決定這個作品必須搬遷，但塞拉認為這個作品是為了該廣場量身打造，因此無法放置在其他的任何場所。對於為環境量身打造的藝術作品，塞拉發表了一份在事後經常被引用的聲明，他說「移除這個作品等同於摧毀它」。然而在1989年3月15日，這件雕塑作品被政府下令拆除並視為廢鐵處理。作家威廉·蓋迪斯（William Gaddis）在1994年的小說作品  A Frolic of His Own 中諷刺了這一連串的事件。
在2002年，塞拉預計在加州理工學院設置一個類似的裝置作品「Vectors」。這件作品使用與 Tilted Arc 近似的材料，由四片鋼鐵板以Z字形穿越學院中的數個室外空間。這個計畫遭到學生組織和教授們的強烈反對，他們認為這個作品只是摹仿了以前的創作，此外也是件遮蔽學院價值的「自大」作品。這件裝置作品從未真正的被建造。

## 資料來源
1. ↑  Caltech, , Caltech, October 17, 2002  [2008-08-24], （原始内容存档于2009-02-04）

## 外部連結

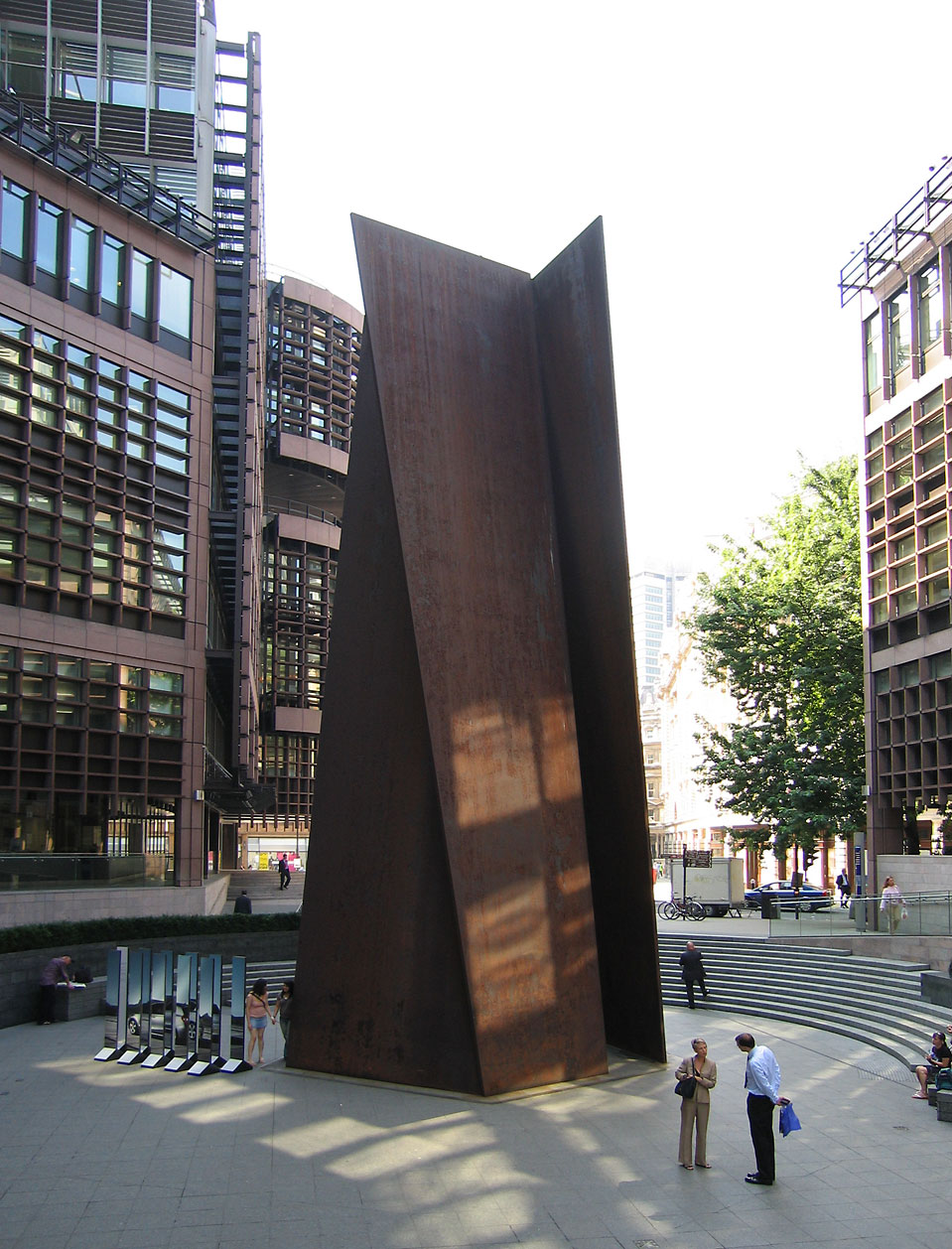
Fulcrum 1987，位於倫敦利物浦街車站的大型耐候鋼雕塑作品，約高16.7公尺。

- Richard Serra in Literal, Latin American Voices

- A short documentary by KQED-TV's Spark on a Serra's piece for UCSF.
- Biography, interviews, essays, artwork images and video clips （页面存档备份，存于） from PBS series Art:21 -- Art in the Twenty-First Century  - Season 1 (2001).
- MoMA: Richard Serra Sculpture: Forty Years （页面存档备份，存于）
- PBS: Richard Serra （页面存档备份，存于）
- Richard Serra interviewed by Klaus Ottmann （页面存档备份，存于）
- Richard Serra at Gagosian Gallery （页面存档备份，存于）
- Robert Hughes: Richard Serra (22/06/05) （页面存档备份，存于）
- Television Delivers People (1973) （页面存档备份，存于）
- 1992 Richard Serra monograph by Adrian Searle
- Richard Serra in the Video Data Bank
- BBC TV Imagine documentary on Richard Serra （页面存档备份，存于）.
- Charlie Brown, sculpture at The Gap HQ.